# Irina-Camelia Begu
Irina-Camelia Begu (født 26. august 1990 i Bukarest, Rumænien) er en kvindelig professionel tennisspiller fra Rumænien.
Irina-Camelia Begus højeste rangering på WTA's singlerangliste var som nummer 38, hvilket hun opnåede 12. september 2011. I double er den bedste placering nummer 35, hvilket blev opnået 30. juli 2012. 